# Procontarinia amraeomyia
Procontarinia amraeomyia är en tvåvingeart som först beskrevs av Rao 1950.  Procontarinia amraeomyia ingår i släktet Procontarinia och familjen gallmyggor. Inga underarter finns listade i Catalogue of Life.